# Ласкунка
Ласкунка — річка в Україні, у Косівському районі Івано-Франківської області, ліва притока Лючки (басейн Дунаю).

## Опис
Довжина річки приблизно 4 км. Формується з багатьох безіменних струмків. Річка повністю тече у національному природному парку «Гуцульщина».

## Розташування
Бере початок на північно-східних схилах гори Рожет. Тече переважно на південний схід через село Нижній Березів і впадає і річку Лючку, ліву притоку Пістиньки.